# Кфар-Иехошуа
Кфар-Иехошуа (ивр. כְּפַר יְהוֹשֻׁעַ‎) — мошав в Северном округе Израиля. Основан в 1927 году, административно входит в региональный совет Эмек-Изреэль, организационно относится к Мошавному движению. Население в 2018 году превышало 1200 человек, основу экономики составляет сельское хозяйство.

## География
Кфар-Иехошуа расположен в западной части Изреэльской долины, в 5 км к северо-востоку от Кирьят-Тивона и в 7 км к северу от Йокнеама. Расстояние до Хайфы — 25 минут езды на автомобиле. Высота над уровнем моря — 50 м, общая площадь — 950 га.
Административно входит в региональный совет Эмек-Изреэль. Региональный совет осуществляет доставку учеников средней школы из Кфар-Иехошуа в близлежащий мошав Нахалаль. Западнее и севернее Кфар-Иехошуа проходит региональное шоссе 77. Рядом с мошавом расположены станция железной дороги «Йокнеам-Кфар-Иехошуа», а также историческая станция Изреельской железной дороги.

## История
Кфар-Иехошуа основан в 1927 году группой репатриантов Третьей алии, главным образом — выходцев из России. Новому поселению дали имя в честь Иехошуа Ханкина — деятеля поселенческого движения, скупавшего земли под еврейские населённые пункты, в том числе и в Изреэльской долине.
Планировку поселения осуществлял архитектор Рихард Кауфман. В соответствии с его идеями Кфар-Иехошуа получил концентрическую форму, при которой семейные сельскохозяйственные участки располагались вокруг сосредоточенных в центре общественных зданий. Хотя формально Кфар-Иехошуа был мошавом, его основатели взяли на вооружение некоторые идеи кибуцного движения. В поселении была создана кооперативная касса, распределявшая средства между семьями так, что малоимущие жители располагали большим кредитом, чем зажиточные. Участки, выделяемые каждой семье были равных размеров.
Кфар-Иехошуа сохранял репутацию «идеологического» мошава до конца 1990-х годов. Лишь в 1998 году из-за организационного кризиса были упразднены кооператив и централизованная реализация продукции, а также взаимное финансовое поручительство.

## Население
По данным Центрального статистического бюро Израиля, население на начало 2020 года составляло 1 224 человека.
По данным на 2019 год, население мошава составляло 1224 человека, из которых 1188 были евреями. Более 90 % жителей-евреев на 2008 год были уроженцами Израиля, почти половина жителей-репатриантов прибыла в страну до 1960 года.
В 2008 году медианный возраст жителей Кфар-Иехошуа равнялся 34 годам. Дети и подростки в возрасте до 17 лет включительно составляли более 34 % населения, жители пенсионного возраста (65 лет и старше) — 16 %. 57 % жителей в возрасте 15 лет и старше состояли в браке, на замужнюю женщину в среднем приходилось 2 ребёнка. Средний размер домохозяйства в год переписи — 2,6 человека; в примерно равных пропорциях были представлены домохозяйства, в которые входили 1, 2—3 и 4—5 человек; домохозяйства, насчитывавшие больше 5 человек, составляли незначительное меньшинство.
Треть населения в возрасте 15 лет и старше в 2008 году имела высшее образование (от первой академической степени и выше). Почти половина населения в этой возрастной категории продолжала обучение по завершении 12-летней средней школы.

## Экономика
Основу экономики мошава составляет сельское хозяйство. В общей сложности насчитываются 90 сельскохозяйственных участков, большинство из которых продолжают использоваться по назначению. В Кфар-Иехошуа действуют несколько коровников, курятники, пасека, плантации хлопчатника, томатов, плодовых деревьев, а также производство комбикормов. Мошав расположен вблизи от промышленной зоны Мигдаль-ха-Эмека («Саги-2000») и промышленного парка «Ципорит». Жители Кфар-Иехошуа работают также на предприятиях Афулы, Назарета и Нацрат-Илита, Йокнеама и Хайфы.
По данным на 2008 год, около 2/3 населения Кфар-Иехошуа были гражданами в трудоспособном возрасте. 98 % из их числа были трудоустроены (примерно в равных пропорциях как частные предприниматели и наёмные работники). 35 % были заняты в сельском хозяйстве, ещё около 30 % в сферах образования, здравоохранения и социальной поддержки, по 10 % в промышленности и бизнесе, связанном с недвижимостью.
В 75 % домохозяйств в 2008 году имелся персональный компьютер, в 80 % — как минимум один автомобиль (в 44 % — два и больше). В среднем на домохозяйство приходились 1,7 сотовых телефона. Средняя плотность проживания составляла 0,7 человека на комнату.